# Heinz Thilo
Heinz Thilo (8 de octubre de 1911 en Elberfeld-13 de mayo de 1945 en Hohenelbe) fue un oficial alemán de las SS y médico en el campo de concentración nazi de Auschwitz.
Thilo se unió al partido nazi en diciembre de 1930 y a las SS en 1934. Licenciado en medicina en 1935 por la Universidad de Jena. De 1938 a 1941 trabajó como ginecólogo para la organización Lebensborn. Después de seis meses de servicio en la guerra, fue asignado al campo de concentración de Auschwitz en julio de 1942. Allí se convirtió en responsable del campo de enfermería con el rango de Obersturmführer. Thilo llamó al campo el "anus mundi" ("ano del mundo"). Era uno de los médicos que comúnmente realizaba las " selecciones " en las que los judíos entrantes se dividían en aquellos que se consideraba que podían trabajar y los que debían ser gaseados inmediatamente. Thilo también participó en la liquidación del campo familiar de Theresienstadt el 8 de marzo de 1944, cuando 3.791 judíos fueron asesinados en las cámaras de gas.
En octubre de 1944, Thilo fue trasladado a Gross-Rosen  donde se desempeñó como médico del campo hasta febrero de 1945. Huyó poco antes de la liberación del campo.
Después de la guerra, Thilo fue arrestado. Se suicidó en prisión.